# Galkagudubi
Galkagudubi (ook: Gudubi, Galkayadubi, Bali Obsiiye Satellite) is een dorp in het district Oodweyne, regio Togdheer, in de niet-erkende staat Somaliland, en dus formeel gelegen in Somalië.
Galkagudubi ligt op ruim 1000 m hoogte in een steppe met spaarzame begroeiing, ruim 66 km ten zuiden van de districtshoofdstad Oodweyne en ca. 15,5 km van de grens met Ethiopië. Het dorp bestaat uit drie min of meer parallelle straatjes. Rondom het dorp liggen verspreide omheinde berkads (rechthoekige waterreservoirs), vooral ten zuiden en in een cluster op 1,4 km ten noordwesten van het dorp. Ook is er een meertje waarvan het centrum kennelijk handmatig is uitgediept zodat er na het regenseizoen nog enige tijd water blijft staan om vee te drenken. Extensieve veeteelt is de hoofdbron van inkomen in de regio.
Galkagudubi is alleen via zandwegen verbonden met de rest van het district. Dorpen in de buurt zijn Davegoriale (21,2 km), Gocandhaley (15,5 km) en Reidab Khatumo (17,2 km), allen ten zuiden van Galkagudubi gelegen langs de Ethiopische grens. Andere dorpen dichtbij zijn Qolqol ka Madoobe (26,5 km), Barcad (13,7 km), Qurac Kudle (27,7 km), Gedobeh (15,2 km) en Ismail Diiriye (17,0 km).
In of rond Galkagudubi ligt een terrein van ca. 125.000 m² waarvan bekend is of vermoed wordt dat er antipersoneelsmijnen liggen.
Galkagudubi heeft een tropisch steppeklimaat. De gemiddelde jaartemperatuur is 23,5 °C. September is de warmste maand, gemiddeld 25,7 °C; januari is het koelste, gemiddeld 20,5 °C. De jaarlijkse regenval is ca. 270 mm. Van december t/m februari is het droge seizoen en valt er vrijwel geen regen. April en mei zijn juist erg natte maanden, de zgn. Gu-regens. Ook in september en oktober valt er relatief veel neerslag; de zgn. Dayr-regens.